# Puente Internacional del Guadiana
El Puente Internacional del Guadiana es un puente construido en 1991 por un consorcio hispano-portugués sobre el río Guadiana en su tramo final, a unos dos kilómetros de la desembocadura. Une las localidades de Castromarín en el distrito de Faro (Portugal) y Ayamonte en la provincia de Huelva (España). Es uno de los puentes más largos de España y el tercer puente más largo de Portugal tras el puente Vasco de Gama y el puente 25 de Abril, ambos en Lisboa.[cita requerida] Fue abierto al tráfico el 22 de agosto de 1991.

## Proyecto y construcción

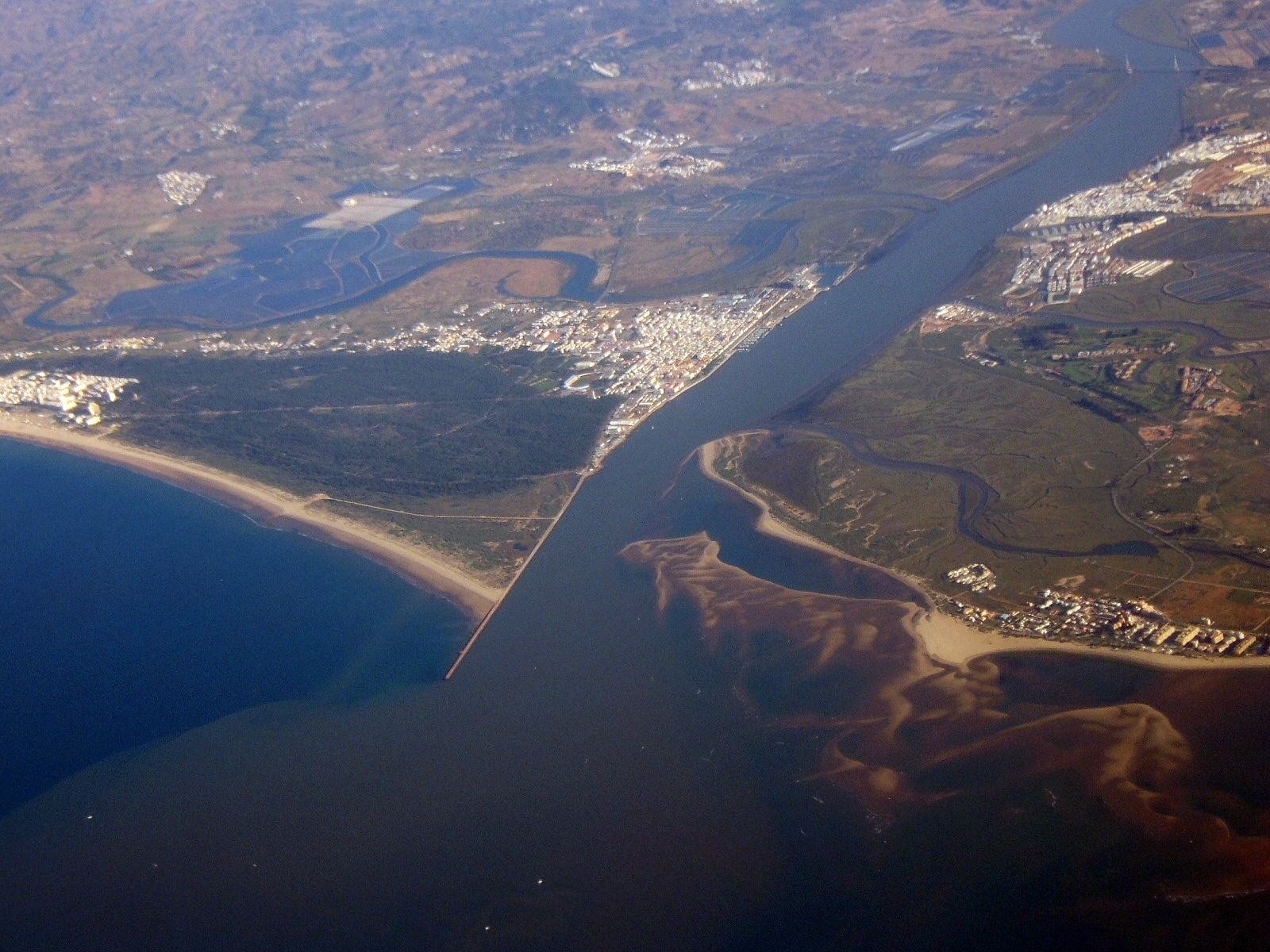
Vista aérea de la desembocadura del Guadiana. El puente se encuentra en la parte superior derecha

La idea de construir un puente carretero que uniese ambas riberas del Guadiana en su desembocadura data de muy antiguo,[¿cuándo?] pero no fue hasta los años 1960 cuando los Gobiernos de España y Portugal se pusieron de acuerdo para iniciar los estudios de viabilidad de la obra. Estos comenzaron en 1963 y finalizaron en 1985 con la firma de un convenio entre la Dirección General de Carreteras española y la Junta Autónoma de Estradas portuguesa. El proyecto corrió a cargo del ingeniero portugués José Luís Câncio Martins y las obras fueron realizadas por la española Huarte S.A. y la portuguesa Teixeira Duarte. 
Las principales dificultades con las que se topó el ingeniero fueron la anchura del Guadiana a esa altura, que es de casi medio kilómetro, y la profundidad del río, de unos diez metros. Durante casi cuatro años trabajaron en el puente 300 personas que movieron 28 000 metros cúbicos de hormigón, 5500 toneladas de acero y 2100 metros de pilotes de dos metros de diámetro.[cita requerida] El Puente Internacional del Guadiana contaba, en el momento de su inauguración, con el segundo mayor vano central en puentes de hormigón. La inauguración tuvo lugar en 1991.

## Datos técnicos
El puente mide 666 metros entre estribos y está dividido en cinco vanos. El vano central, el mayor de todos, tiene una luz de 324 metros y los vanos secundarios de compensación 135 metros. El tablero se eleva 20 metros sobre el agua del río, lo que permite la navegación de barcos de gran calado. Los dos pilares del puente, característicos por su forma triangular, tienen una altura de cien metros. El pilar del lado español se apoya en una isla artificial construida sobre el lecho del río, mientras que el pilar del lado portugués lo hace sobre tierra firme.

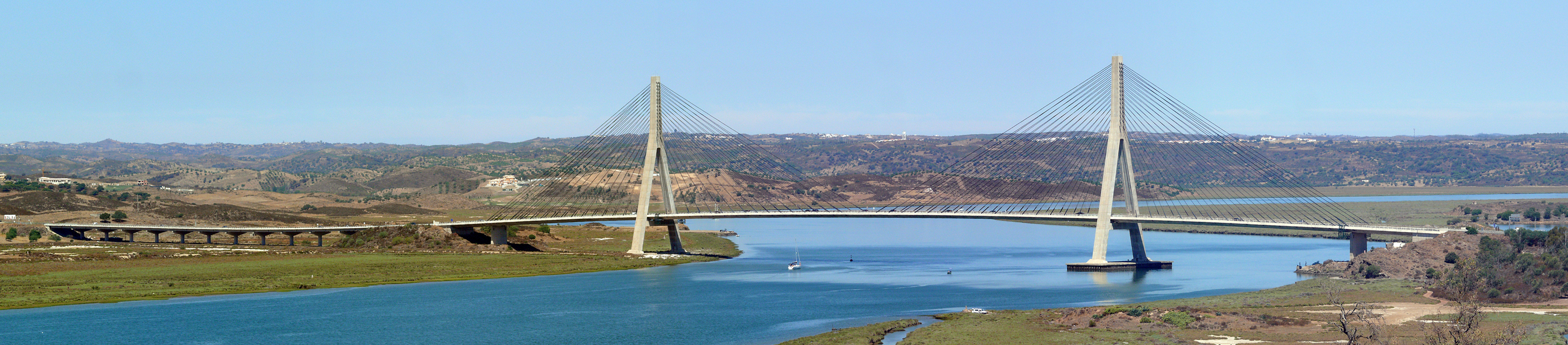
Panorámica del puente desde Ayamonte.